# Ан-22 «Антей»
Ан-22 «Антей» (дав.-гр. ὁ Ἀνταίος, за кодифікацією НАТО Cock — «Півень») — радянський турбогвинтовий, широкофюзеляжний, транспортний літак. Створений 1965 року в Києві Авіаційним науково-технічним комплексом ім. О. К. Антонова. Літак встановив 41 світовий авіаційний рекорд.

## Історія створення[1]
Роботи по літаку Ан-22 (на той час «виріб 100») почалися в 1960 році, очолив їх заступник головного конструктора О. Я. Білолипецький. Вантажна кабіна проєктувалася з урахуванням всієї наявної в країні військової і цивільної техніки масою до 50т. Щоб знизити крутний момент при відхиленні керма, було застосовано двокілеве оперення. Для можливості експлуатації з ґрунтових аеродромів застосовано багатоколісне шасі з пневматиками низького тиску. Літак планувалося обладнати чотирма турбогвинтовими двигунами НК-12МВ з гвинтами АВ-90 діаметром 6,2 м.
У серпні 1961 року відбулося засідання макетної комісії з «виробу 100». У 1963 році почалося виготовлення першого прототипу, який був готовий до літа 1964 року. 18 серпня 1964 відбулася передача першої машини на льотні випробування. З цього моменту новий літак отримав позначення Ан-22 «Антей». Оскільки нові гвинти ще не були достатньо випробувані, перший літак обладнали гвинтами АВ-60.
Перший політ Ан-22 здійснив 27 лютого 1965, за штурвалом якого був екіпаж у складі командира Юрія Володимировича Курліна, другого пілота В. І. Терського, штурмана П. В. Кошкіна, бортінженера В. М. Воротнікова, бортелектрика М. П. Раченка, бортрадиста Н. Ф. Дробишева і провідного інженера з випробувань В. Н. Шаталова, з аеродрому Київського авіазаводу в Святошині. Посадку літак провів на військовому аеродромі в м. Узин Київської області. Перша публічна демонстрація літака відбулася 15 червня 1965 року на авіасалоні в Ле Бурже.
Серійне виробництво Ан-22 було організовано на Ташкентському авіазаводі. Перші «Антеї» стали надходити у ВПС у січні 1969 року. Виробництво літака тривало до січня 1976 року. З листопада 1965 року по січень 1976 було випущено 66 «Антеїв», з них 22 — у варіанті Ан-22А

## Конструктивні особливості
- Суцільнометалевий моноплан, з верхнім розташуванням крила. Двоплощинний хвіст — ця конструкція зменшила навантаження на задню частину фюзеляжу, жорсткість якого була знижена широким вантажним люком.
- Потужність двигунів передавалась на два співвісних чотирилопатевих гвинти, що обертаються у протилежних напрямках (коефіцієнт корисної дії подібної схеми наближається до 90 відсотків).
- Система керування шасі дає змогу змінювати тиск у камерах коліс, що дозволяє пристосовуватися до покриття злітно-посадкової смуги (на бетоні — високий тиск у камерах, на ґрунті — низький).
- Система керування аеродинамічними поверхнями — змішана, троси і допоміжна гідравлічна система (у разі відмови гідравлічної системи, було б  можливо посадити літак керуючи лише тросовими тягами).
- Чотири турбогвинтових двигуна НК-12МА, з гвинтами АВ-90 конструкції Миколи Кузнєцова загальною потужністю 60 тисяч кінських сил.

## Технічний опис

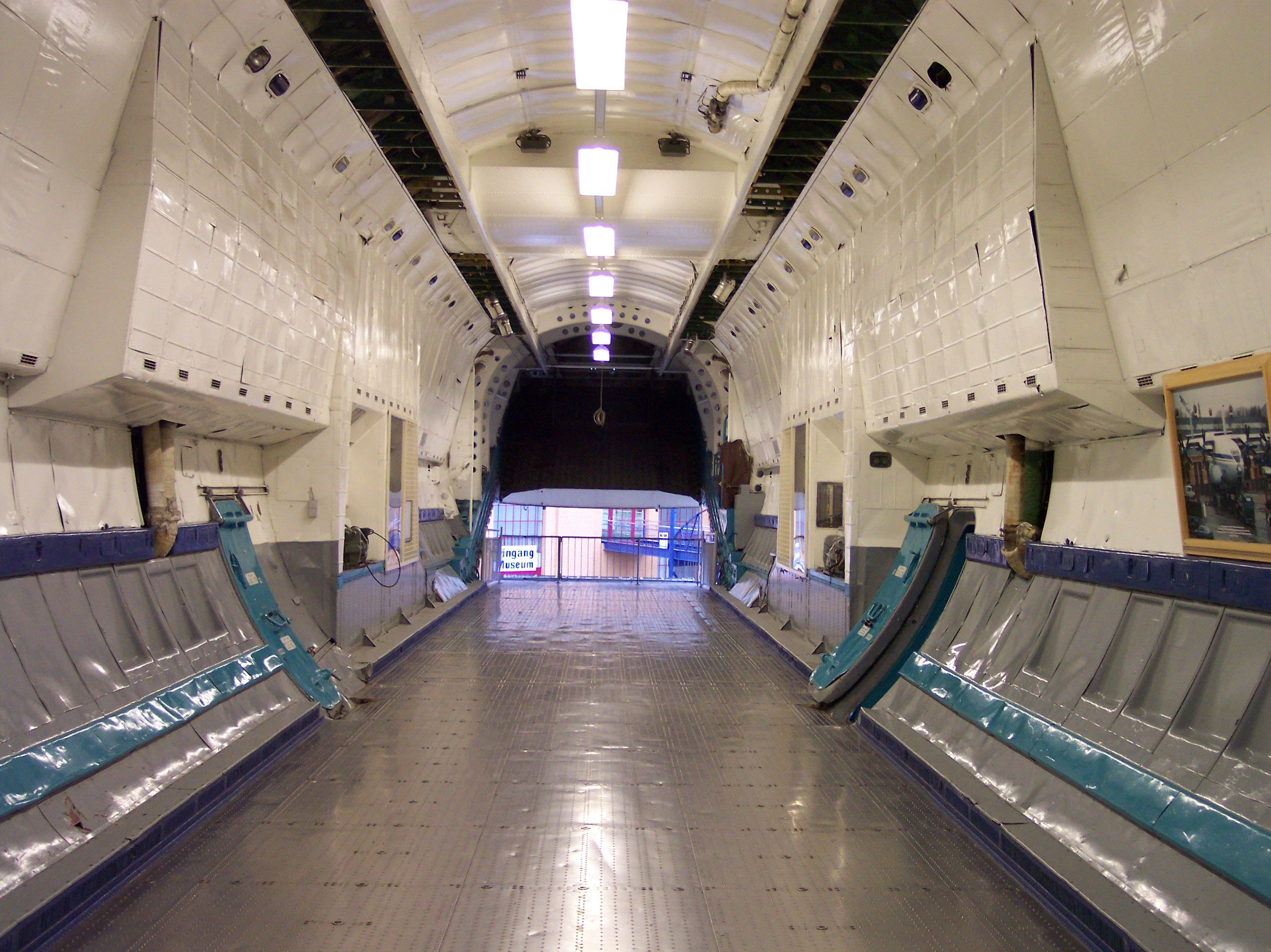
Вантажна кабіна літака Ан-22

## Технічний опис[2]

### Фюзеляж
Силова конструкція фюзеляжу складається з набору стрингерів, шпангоутів і балок. Фюзеляж складається з 4 частин: носова, середня, хвостова і закінчення. Носовий відсік герметичний. У ньому розташована двопалубна кабіна екіпажу. На нижній палубі, у носовій частині розташована кабіна штурмана, а за нею два кубрики пасажирської кабіни. На верхній палубі, у носовій частині, розташована кабіна решти членів екіпажу, а за нею третій кубрик пасажирської кабіни. Аварійний вихід із літака екіпажем здійснюється через похилий тунель. Середній відсік герметичний. У ньому розташована вантажна кабіна. Вантажна підлога з рифленим настилом із титанового сплаву. Похила трап-рампа, що встановлюється на різних рівнях, дозволяє здійснювати завантаження техніки, як із землі, так і з платформи або кузова автомобіля. Хвостовий відсік герметичний. Він охоплює частину вантажної кабіни, вантажний люк, що закривається рампою із задньою стулкою. Четвертий негерметичний відсік утворює хвостове закінчення фюзеляжу. Діаметр фюзеляжу — 6 м.

### Крило

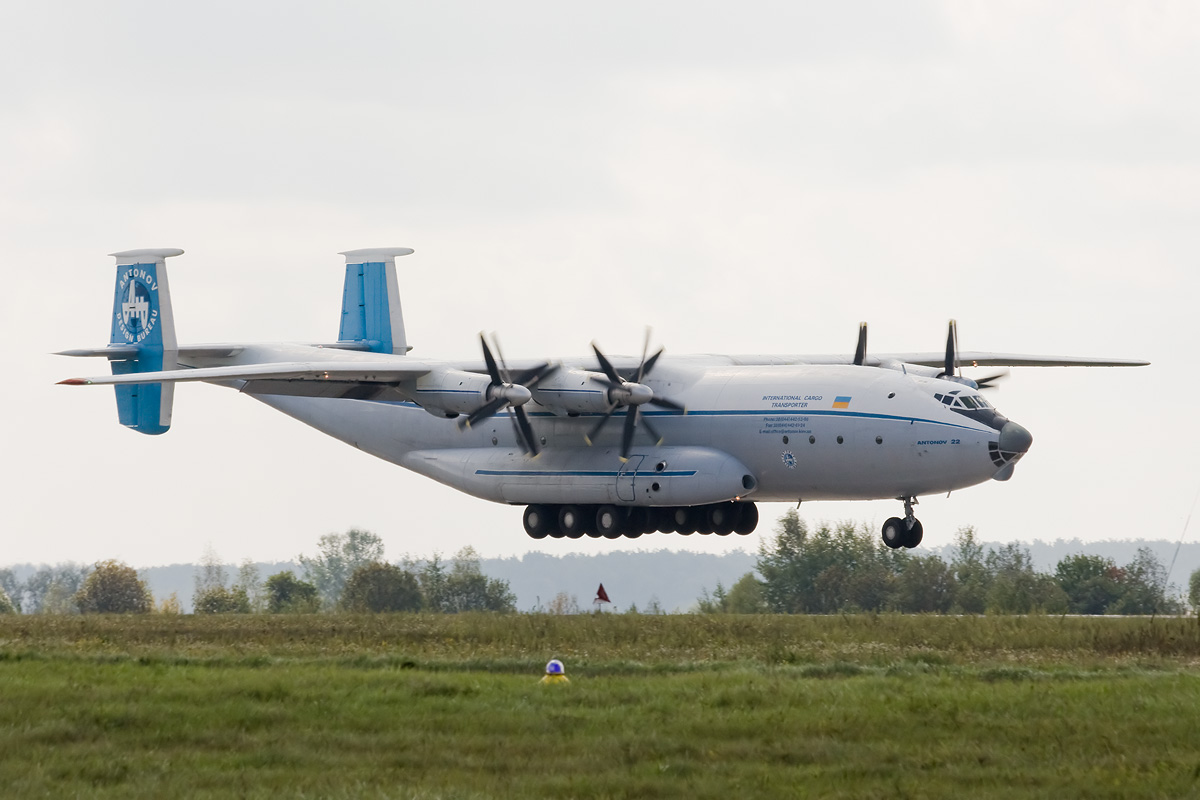
Ан-22 Авіакомпанії «Авіалінії Антонова» заходить на посадку

Крило — трапецієподібної форми в плані, кесонного типу. Технологічно розділене на сім частин: центроплан, чотири середні та дві відокремлювані частини. По всьому розмаху задньої крайки відокремлюваних частин розташовується елерон із сервокермом і сервокомпенсаторами. Весь розмах задньої крайки середніх частин посідає двощілинний закрилок з дефлектором. Крило складається з трьох лонжеронів, в центроплані і середніх частинах, і двох — у відокремлюваних частинах, набору нервюр, верхніх і нижніх пресованих панелей. Середні частини несуть на собі двигуни.

### Хвостове оперення
Хвостове оперення — вільнотримальне, складається зі стабілізатора з кермом висоти і двох кілів з кермом напрямку. Силовий набір стабілізатора і кожного кіля складається з двох лонжеронів, нервюр і панелей. Кермо висоти і кожне кермо напряму — однолонжеронне з нервюрами і хімічно фрезерованою обшивкою, мають сервокермо.

### Шасі

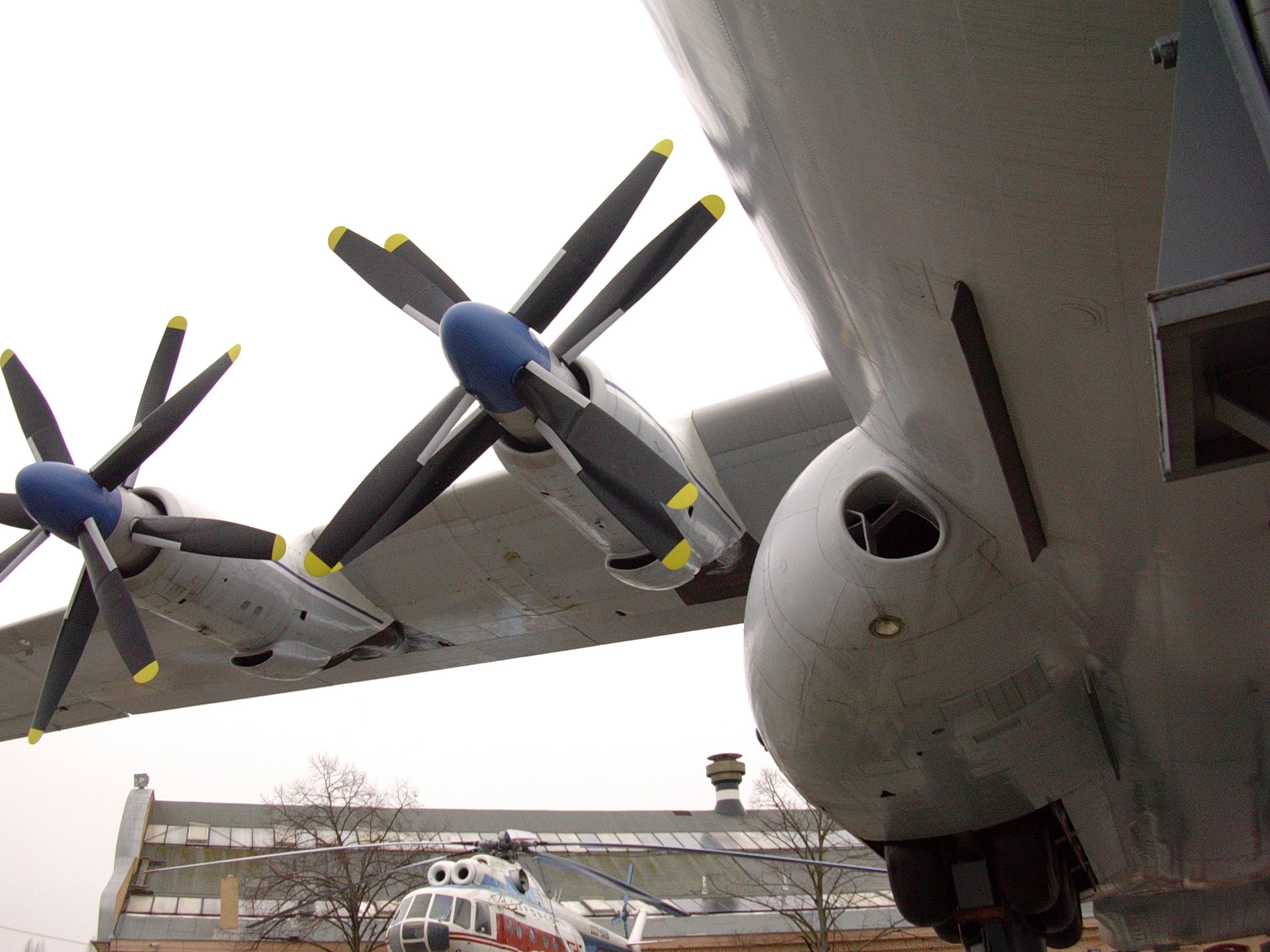
Двигуни Ан-22. Вид з низу.

Шасі літака — триопорне: дві головних опори і одна передня. Кожна головна опора складається з трьох двоколісних стійок, що стоять одна за одною, з важільною підвіскою, двох гальмівних коліс, амортизаторів, гідроциліндрів забирання та випуску шасі. Така установка коліс має значні переваги (плавне перекочування через нерівності ЗПС і кермових доріжок). На Ан-22 передбачено не тільки одночасний, але і роздільний випуск/прибирання основних стійок шасі. Передня стійка має амортизаційну стійку, два гальмівних колеса з важільною підвіскою, кермовий механізм і гідроциліндр збирання та випуску шасі. На шасі використовують високопрофільні пневматики низького тиску. Робочий тиск у пневматиці шасі становить 5 кгс/кв. см.

### Силова установка

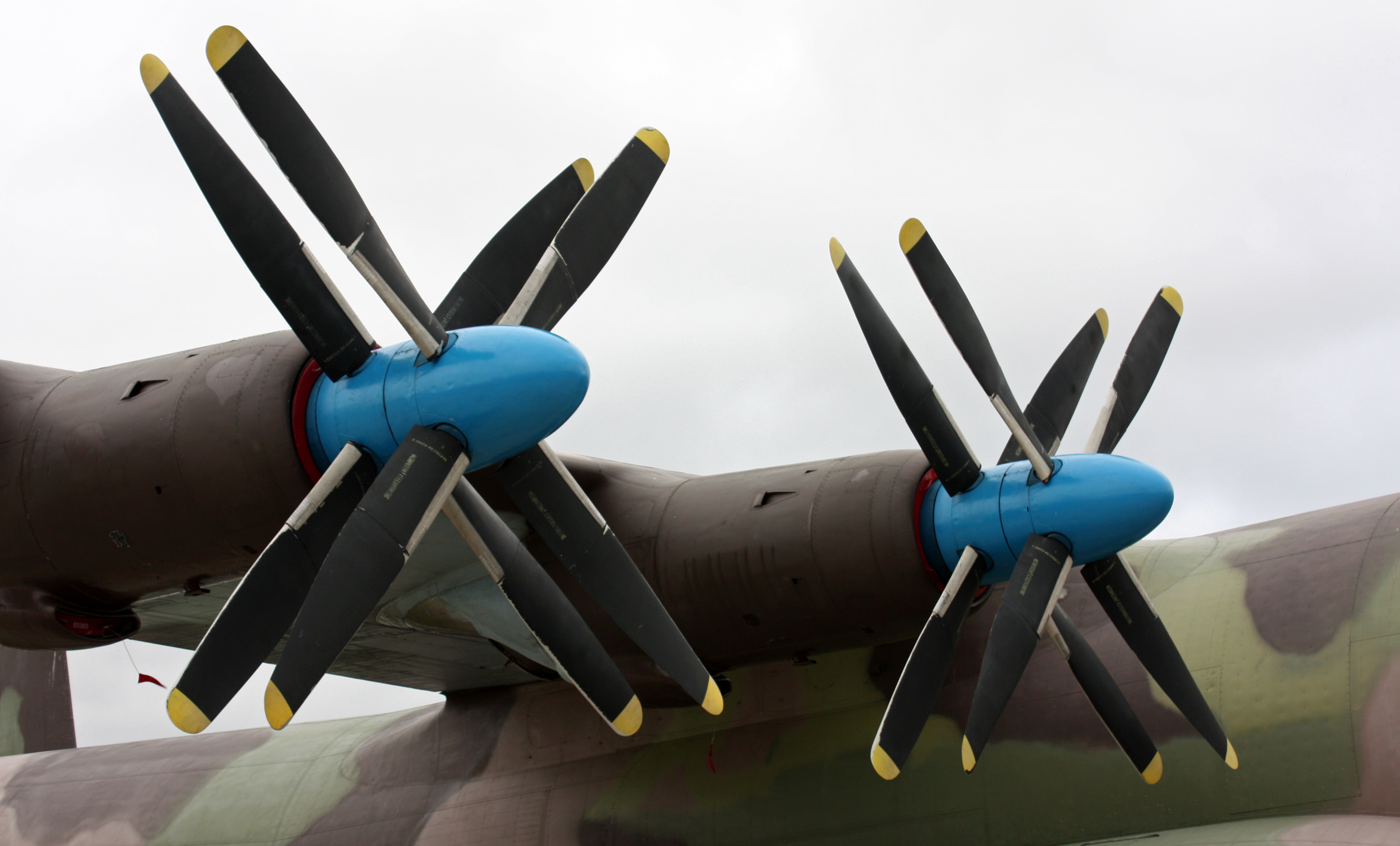
Гвинти Ан-22.

Силова установка складається з чотирьох турбогвинтових двигунів НК-12МА з повітряними гвинтами АВ-90 і турбостартерів ТС-12МА. Потужність кожного двигуна на злітному режимі — 15265 к. с. Двигуни розміщені так, що 45 % площі крила інтенсивно обдуваються гвинтами, за рахунок чого несні властивості крила збільшилися майже на 30 %. Пальне розміщується в 20 м'яких баках, 14 з яких у центроплані і ще 6 у обтічниках шасі, а також у 10 крилових баках-відсіках. Баки розбиті на чотири групи, кожна з яких живить власний двигун. Місткість паливних баків — 127 619 л. Оливна система кожного двигуна має бак ємністю 198 л.

### Гвинт

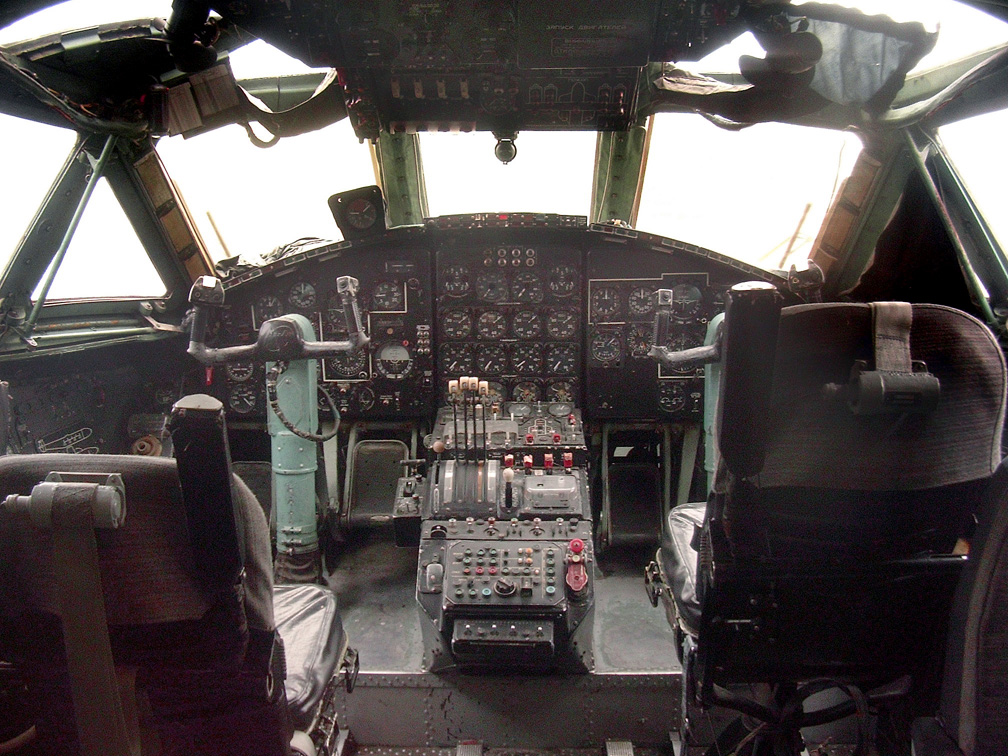
Кабіна екіпажу Ан-22.

Ан-22 оснащений співвісними чотирилопатевими здвоєними повітряними гвинтами АВ-90. Діаметр гвинтів 6,2 м. Передній гвинт обертається вправо, а задній — вліво. Гвинти оснащені гідромеханізмами регулювання кута установки лопатей у польоті і електрогідравлічною системою флюгування, що працює як в автоматичному, так і в ручному режимах.

### Управління

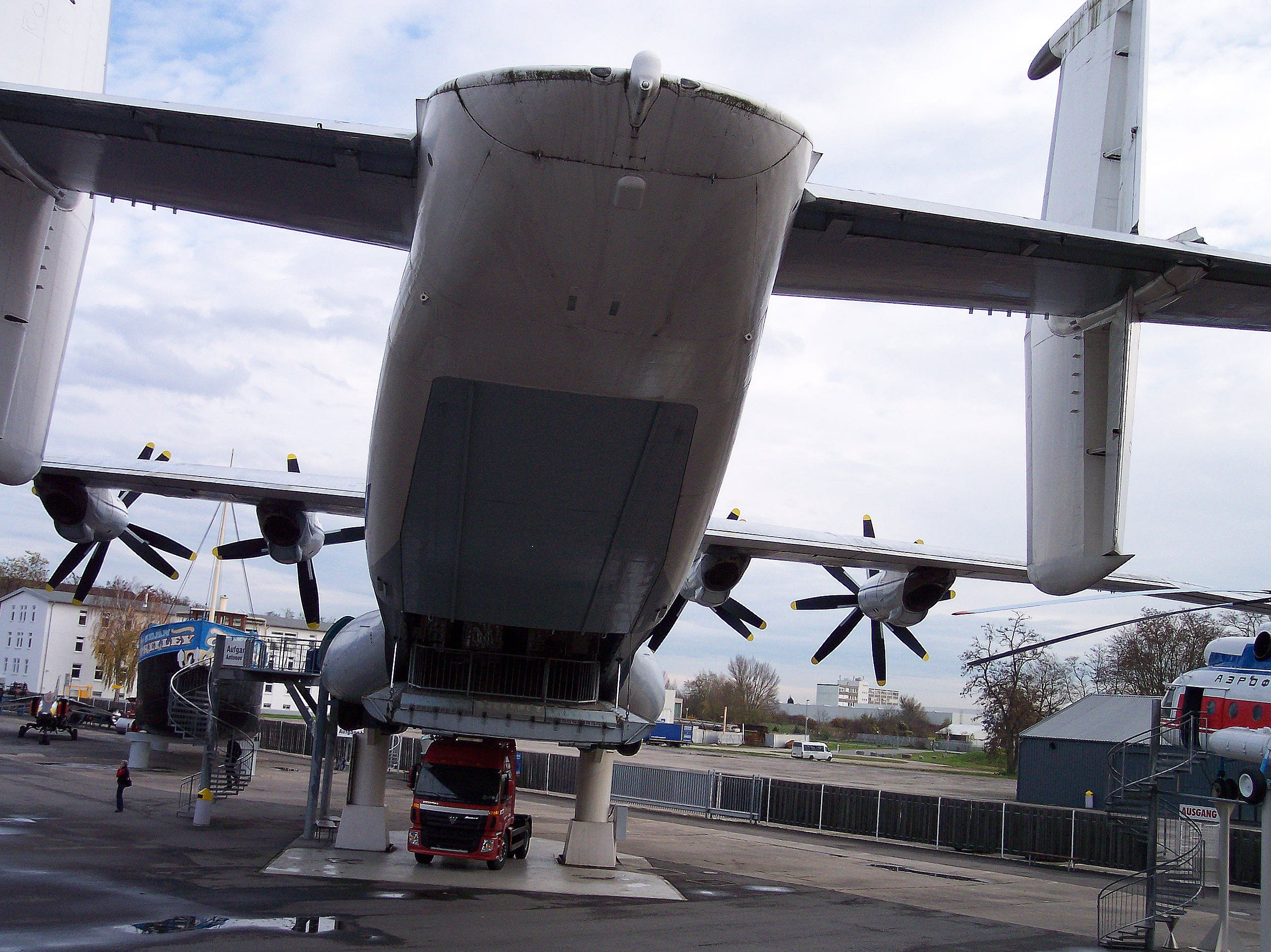
Вантажний люк Ан-22.

Керування літаком подвійне, змішане. У фюзеляжі проводка тросова, а в крилі і хвостовому оперенні — жорстка з дюралюмінієвих тяг. У систему керування кермом і елеронами додані двокамерні необоротні гідропідсилювачі, автомати завантаження з електромеханізмами тримерного ефекту. Передбачена можливість переходу на ручне сервокермове керування у разі відмови бустерної системи. Є можливість стопоріння керма, елеронів, закрилків і механізму повороту коліс передньої стійки при стоянці літака.

### Вантажно-розвантажувальні засоби
Набір бортових вантажно-розвантажувальних засобів, складається з: трап-рампи, яка є також нижньою стулкою вантажного люка, рольганги, двох монорейкових електротельферів, вантажністю до 2500 кг. Похила трап-рампа, що встановлюється на різних рівнях, дозволяє здійснювати завантаження техніки, як із землі, так і з платформи або кузова автомобіля. Електротельфери здатні піднімати із землі і пересувати по фюзеляжу несамохідні вантажі. Ан-22 здатний десантувати парашутним способом техніку і озброєння масою до 22 тонн. Передбачена можливість перевезення вантажів на зовнішній підвісці під крилом. Літак Ан-22 N01-01 обладнаний для перевезення великогабаритних вантажів на зовнішній підвісці над фюзеляжем.

## Технічні характеристики
Джерело: 
Основні характеристики
- Екіпаж: 5-6 чоловік
- Пасажиромісткість: 29 осіб, які супроводжують вантаж або 290 солдатів або 206 поранених або 151 парашутист-десантник.
- Вантажопідйомність: 60000 кг
- Довжина: 57,31 м
- Висота: 12,54 м
- Розмах крила: 64,40 м

- Площа крила: 345 м
- Крило у плані: трапецієвидне
- Маса спорядженого: 120000 кг
- Нормальна злітна маса: 205000 кг
- Максимальна злітна маса: 226000 кг
- Маса палива у внутрішніх баках: 127619 л
- Силова установка: 4 × Турбогвинтовий НК-12МА  15265 к.с. ( 11240 кВт)
- Повітряний гвинт: АВ-90
- Діаметр гвинта: 6,20 м

Льотні характеристики
- Максимальна швидкість: 650 км/год
- Крейсерська швидкість: 580 км/год
- Практична дальність: 5225 км
- Перегінна дальність: 8500 км
- Довжина розгону: 1460 м
- Довжина пробігу: 800-1040 м

## Модифікації
- Ан-22 — базовий.
- Ан-22А — літак зі збільшеним до 80 т комерційним навантаженням і злітною масою 250 т (проєкт). Планувалося підсилити конструкцію і форсувати двигуни до 18000 к. с. Розроблявся в 1966 році.
- Ан-22А — доопрацьований. Відрізнявся повітряними стартерами. Виготовлено 28 літаків.
- Ан-22ПЗ («перевізник») — літак для перевезення великогабаритних деталей Ан-124 і Ан-225 на зовнішній підвісці. У 1980—1983 роках переобладнано 3 літаки.
- Ан-22ПЛО — надважкий маловисотний літак протичовнової оборони з ядерною силовою установкою (проєкт). Розроблявся з жовтня 1965 року. Його силова установка передбачала малогабаритний реактор із біозахистом. На зльоті й посадці використовувалося звичайне пальне, а в польоті роботу двигунів забезпечував реактор. Розрахункова дальність польоту 27 500 км.
- Ан-22ПС — пошуково-рятувальний (проєкт). Розроблявся в 1967 році.
- Ан-22Р — носій міжконтинентального авіаційно-ракетного комплексу (проєкт). Розроблявся в 1969—1970 роках.
- Ан-22Ш — літак із розширеним за центропланом фюзеляжем до 9,6 м (проєкт).
- Ан-122 — літак із збільшеним до 120 т комерційним навантаженням і дальністю польоту 2500 км.

## Експлуатація
У 1965—1975 роках було вироблено 68 літаків цього типу, які активно експлуатувалися ВПС СРСР протягом наступних двадцяти років. З 2-ї половини 1980-х поступово виводяться з експлуатації, численне списання машин відбулося в 1997—1999 роках. Станом на початок 2008 року використовується 8 од. «Ан-22»: 7 належать ВПС РФ, ще один застосовується авіакомпанією «Авіалінії Антонова». Бортові номери літаків, які «відзначилися» в МВЗ: 08832, 09309, 09328, 09329, 09332, 09342, 09344.
12 лютого 2016 р. відбувся політ відновленого літака, який перед тим здіймався в повітря 2009 року. Надалі борт буде перефарбований і переданий в експлуатацію «Авіалініям Антонова».
2021 року у єдиного Ан-22, що використовувався «Авіалініями Антонова», з бортовим номером UR-09307 закінчився ресурс гвинтів. У планах було поновити ресурс та подовжити експлуатацію літака ще на декілька років, але унаслідок російського вторгнення в Україну в 2022 році, літак було пошкоджено без можливості відновлення до льотної придатності. Станом на 12 січня 2023 року літак знаходиться в аеропорту «Антонов», без гвинтів.
На початку 2024 року, згідно заяви командувача військово-транспортної авіації ВКС РФ, експлуатація останніх наявних в РФ військово-транспортних літаків Ан-22 «Антей» буде припинено в 2024 році.

## Оператори

### Військові
- СРСР/Росія - 3

## Катастрофи та аварії
За даними на лютий 2011 року було втрачено 9 літаків типу Ан-22 «Антей».
| Дата     | Бортовий номер | Місце катастрофи  | Жертви | Короткий опис |
| -------- | -------------- | ----------------- | ------ | --- |
| 18.07.70 | 09303          | Атлантичний океан | 22/22  | Рейс Іваново — Чкаловський — Рейк'явік — Галіфакс — Ліма, розбився через 47 хвилин після вильоту з а/п Кефлавік, причини не встановлені. |
| 19.12.70 | 09305          | Панагар           | 12/12  | Один із гвинтів розлетівся на частини, осколки пошкодили кабелі керування і літак не зміг здійснити аварійну посадку.                    |
| 21.12.76 | 09318          | Аеродром Сеща     | ?/?    | Випробувальний політ, надмірне відхилення керма, ковзання і звалювання.                                                                  |
| 08.06.77 | 09349          | Аеродром Сеща     | 0/?.   | При зльоті викотився за межі ЗПС і згорів, було застопорене кермо висоти.                                                                |
| 06.06.80 | 09311          | Внуково           | 3/?    | Пожежа через перегрів АКБ, знеструмлення, аварійна посадка на ґрунт.                                                                     |
| 13.03.87 | 09334          | Аддис-Абеба       | 0/7    | Груба посадка, відновлений і переправлений на зберігання до Музею ВПС Моніно.                                                            |
| 11.11.92 | 09303          | Мигалово          | 33/33  | Передчасне прибирання закрилків при зльоті на перевантаженому літаку.                                                                    |
| 19.01.94 | 09331          | Мигалово          | 7/9    | Розбився незабаром після зльоту через проблеми з управлінням елеронами.                                                                  |
| 28.12.10 | 09343          | Тульська область  | 12/12  | Технічна несправність. |